# Metasia cypriusalis
Metasia cypriusalis is een vlinder uit de familie grasmotten (Crambidae). De wetenschappelijke naam is voor het eerst geldig gepubliceerd in 1958 door Amsel.
De soort komt voor in Europa.